# Правило 75%
Правило 75% — правило, сформульоване прихильниками  статистичних критеріїв у  систематиці, згідно з яким популяція визнається самостійним підвидом, якщо 75% складаючих її особин відрізняються від «всіх» (приблизно 97%) особин раніше виділеного  виду.

## Ресурси Інтернету
- Дедю И. И. Экологический энциклопедический словарь. — Кишинев, 1989
- Словарь ботанических терминов / Под общ. ред. И. А. Дудки. — Киев, Наук. Думка, 1984
- Англо-русский биологический словарь (online версия)
- Англо-русский научный словарь (online версия)